# 아나 펠레테이로
아나 펠레테이로 브리온(스페인어: Ana Peleteiro Brión, 1995년 12월 2일~)은 스페인의 육상 선수로 주 종목은 세단뛰기이다. 2020년 하계 올림픽에서 여자 세단뛰기 동메달을 획득했다.
현재 스페인 여자 세단뛰기 국가 기록을 보유하고 있다.